# Брандт, Август Генрих фон
Август Генрих фон Брандт (нем. August Heinrich von Brandt; 2 августа 1789 — 23 января 1868) — прусский генерал от инфантерии и военный писатель.

## Биография
Август Генрих фон Брандт родился 2 августа 1789 года в окрестностях Познани.
Брандт с 1805 года готовился стать юристом, но в 1807 году поступил в прусские войска прапорщиком и принимал участие в кампании против Наполеона.
Когда, после Тильзитского мира, его родина отошла к герцогству Варшавскому, он в 1808 году поступил в Вислинский легион (фр. Legion de la Vistule) и под знамёнами Наполеона участвовал в походах в Испанию и Россию.
Под Лейпцигом Брандт был тяжело ранен и взят в плен. После войны в 1815 году Брандт снова вступил в прусскую армию, капитаном в 10-й пехотный полк. Позже он служил преподавателем в Берлине в кадетском корпусе и военном училище. Переведённый в Генеральный штаб, Брандт в 1831 году находился в составе корпуса, назначенного во время восстания в Польше наблюдать за польской границей. Проведя переговоры с польским генералом Вронецким, Брандт убедил его перейти с разбитыми остатками польских войск в Пруссию и там сложить оружие.
В 1838 году Брандт был назначен начальником штаба 2-го армейского корпуса в Штеттине.
В 1850 году Брандт был назначен комендантом Познани и в 1853 году произведён в генерал-лейтенанты и назначен командиром дивизии, в 1857 году он получил чин генерала от инфантерии.
В 1862 году вышел в отставку и жил в Берлине. Умер 23 января 1868 года.
Его сын, Макс фон Брандт, был известным немецким дипломатом и посланником в Китае.